# 이케다야 사건

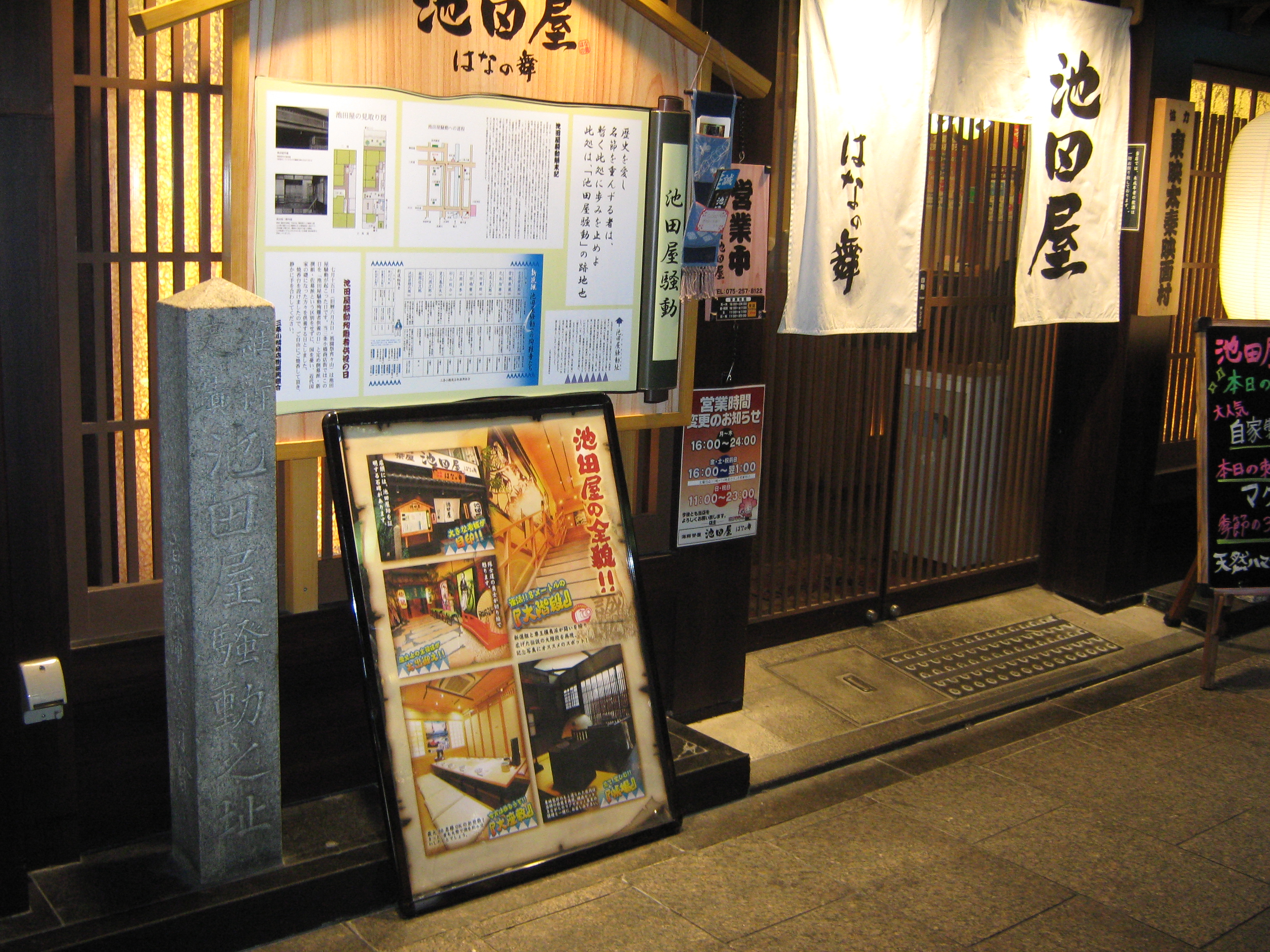
이케다야 터 (2010년 4월)

이케다야 사건(일본어: 池田屋事件 이케다야지켄[*])은 일본의 에도 시대 후기인 겐지 원년 6월 5일(1864년 7월 8일)에, 교토의 산조(三条) 기야마치 길(木屋町通り)에 있던 '이케다야'(池田屋)에서, 교토의 수비를 담당하던 치안 유지 조직인 신센구미가, 잠복해 있던 조슈번, 도사번의 존황양이(尊皇攘夷)파를 습격하였던 사건을 말한다. 이 사건으로 조슈 번의 많은 대표급 인사들이 살해되었으며, 곤도 이사미 및 신센구미가 유명해진 계기가 되었다. 일본 메이지 유신을 1년 늦춘 대사건으로 평가된다.
당시의 인물로 신센구미 측 국장 곤도 이사미 이하 오키타 소지, 나가쿠라 신파치, 도도 헤이스케, 곤도 슈헤이 등이 있었고
유신지사 측 요시다 도시마로, 미야베 데이조 이하 20~25인 정도가 있었다.

## 경위

### 발각
에도 막부 말기 교토는 정국의 중심지로써 존왕양이(尊王攘夷) ・ 근왕(勤王) 등 각종 정치사상을 가진 여러 번의 로시(浪士)들이 잠복해 활동하고 있었다. 아이즈번(会津藩)과 사쓰마번(薩摩藩)에 의한 '8월 18일의 정변'으로 조슈번(長州藩)이 실각하고 조정에서는 공무합체파(公武合体派)가 주류가 되어 있었다. 존왕양이파가 세력을 만회하기 위해 움직이는 와중에 교토 수호직(京都守護職)인 신센구미(新選組)가 동원되어 교토 시내의 경비나 수색이 행해졌다.
5월 하순 무렵, 신센구미 제사조역(諸士調役) 겸 감찰을 맡고 있던 야마자키 스스무(山崎丞) ・ 시마다 가이(島田魁) 등이 시조(四条) 고바시우에루신 정(小橋上ル真町)에서 땔감 장사를 하는 마스야 기에몬(枡屋喜右衛門, 후루타카 슌타로古高俊太郎)의 존재를 밝혀내 아이즈 번에 보고하였다. 수색 결과 무기나 조슈 번과 주고 받은 편지 등이 발견되었다. 후루타카를 체포한 신센구미는 히지카타 도시조의 탐문을 통해 후루타카의 자백을 얻어내는데, 그 내용은 「교토에서 열리는 기온마쓰리(祇園祭) 전에 바람이 거세게 부는 날을 노려 고쇼(御所)에 불을 지르고 그 혼란을 틈타 나카가와노미야 아사히코 친왕(中川宮朝彦親王)을 유폐시키고 히토쓰바시 요시노부(一橋慶喜) ・ 마쓰다이라 가타모리(松平容保) 등을 암살한 뒤, 고메이 천황(孝明天皇)을 조슈(長州)의 하기로 동좌(動座)시킨다(데려간다)」고 하는 계획이었다.
나아가 조슈 번 ・ 도사번(土佐藩) ・ 히고 번(肥後藩) 등의 존왕파가 체포된 후루타카를 구출해 내기 위한 습격계획에 대해서도 실행할 것인가 말 것인가를 협의하는 회합이 교토의 이케다야(池田屋)나 시코쿠야(四国屋)에서 이루어질 것이라는 것도 밝혀 냈다..

### 야습
해시(밤 10시경) 무렵, 신센구미 국장 곤도가 이끄는 부대는 이케다야에서 모의중이던 존왕파 지사들을 발견해냈다. 곤도 부대는 겨우 5명~7명의 적은 대원들만을 거느리고 이케다야로 돌입해 한밤중에 전투가 벌어졌다. 스무 명 남짓의 존왕양이파에 맞서 먼저 발을 내딛은 것은 국장 곤도 이사미 ・ 1번대 조장 오키타 소지(沖田総司) ・ 2번대 조장 나가쿠라 신파치(永倉新八) ・ 8번대 조장 도도 헤이스케(藤堂平助) 네 사람이었고, 나머지는 이케다야 건물 밖에서 지키고 있었다. 건물 안으로 들어 간 오키타는 요시다 토시마로를 베고 난 뒤에 분전 도중에 무더위에 지병이 도져서 전선에서 이탈해야 했고, 또 1층의 도도는 방심하고 鉢金(하치가네: 머리를 보호하기 위한 장비로 천으로 된 머리띠 중앙에 철판을 붙인 형태)를 풀었다가 이마를 베여 피가 흘러 눈을 뜨지 못하고 전선에서 이탈했다.
습격을 당한 미야베 데이조(宮部鼎蔵) 등 지사들은 응전에 나서 탈출을 시도했는데, 뒷문에서 지키고 있던 안도 하야타로(安藤早太郎) ・ 오쿠사와 에이스케(奥沢栄助) ・ 닛타 가쿠자에몬(新田革左衛門) 등이 있는 곳에서 도사의 탈번 로닌인 모치즈키 키야타(望月亀弥太) 등 무사들이 탈출을 기도하며 달려들어 필사적으로 싸운 끝에 그들을 베고 도주하는데 성공한다. 이때 오쿠사와는 사망하고 안도 ・ 닛타도 한 달 뒤에 사망하였다. 모치즈키는 부상을 입은 채로 조슈 번저(藩邸) 부근까지 도주하는데 성공했지만, 뒤쫓아온 신센구미 대원들에게 따라 잡히게 되자 자결했다. 함께 탈출하는데 성공했던 도사 번 출신의 野老山吾吉郎의 조서가 2009년 고치 현(高知県)에서 구입한 도사 교토 번저 자료(土佐京都藩邸資料, 고치 현 현립 사카모토 료마 기념관 소장)에서 발견되면서 사건 전후 상황이 드러났는데, 타치(太刀)나 하카마(袴)도 잃어버리고 동료 이시카와 쥰지로(石川潤次郎)가 현장에서 싸우다 죽었다는 사실조차도 알려지지 않았다는 점에서 그 날의 격렬했던 전투의 모습이 드러난다.
곤도 슈헤이는 창이 부러지고 실제 전력은 일시에 국장 곤도 이사미와 2번대 부장 나가쿠라 신파치만이 남게 되었고, 이 두 사람이 계단 하나를 사이에 두고 등을 맞댄 채 1대 1로 적을 하나씩 죽여 나가던 상황에서 히지카타 토시조 이하 10번대 조장 하라다 사노스케, 아이즈 번의 원병을 요청하러 간 3번대 조장 사이토 하지메 등의 병력이 도착하면서 전세는 역전, 신센구미의 전투 방침은 「죽인다」에서 「생포한다」로 변경되었고, 아홉 명을 죽이고 네 명을 붙잡았다. 아이즈 ・ 구와나 번(桑名藩)의 응원은 전투 이후에나 도착하였다. 히지카타는 신센구미의 공훈을 빼앗기지 않도록 한 걸음도 다가오게 하지 못하게 했다고 한다.
몇 사람의 존왕양이파를 놓치기는 했지만, 날이 밝아 시장을 수색해 아이즈 ・ 구와나 번 등과 연계해 20여 명을 더 체포하였다. 시장을 조사하는 와중에 격전이 있었는데 아이즈 번은 5명, 히코네 번(彦根藩)은 4명, 구와나 번은 2명이 현장에서 죽었다. 신센구미는 한밤중에 예고없이 공격이 있을지 모른다는 판단에 날이 밝을 때까지 기다렸고 다음날 정오에야 미부 촌(壬生村)의 주둔지로 돌아왔다. 이때 길가에는 신센구미의 개선 행렬을 보러 나온 구경꾼으로 가득했다고 한다.
조슈 번의 존왕양이파 요인이었던 가쓰라 고고로(桂小五郎, 훗날의 기도 다카요시木戸孝允)는 이케다야 회합에 너무 일찍 도착했다가 일단 쓰시마 번저(対馬藩邸)에서 쓰시마 후추 번의 번사 오오시마 도모노조(大島友之允)와 이야기하던 중이었기에 난을 피할 수 있었다. 오오시마와의 이야기 도중에 바깥에서 들려오는 떠들썩한 소리에 이변이 일어났음을 눈치챈 고고로는 현장을 빠져나오려 했지만 오오시마의 만류로 생각을 바꾸어 머물렀다고 가쓰라 고고로 자신의 회상록 《가쓰라 고고로 교토 변동의 무렵 동정》(桂小五郎京都変動ノ際動静)에서 적고 있다. 이와는 별개로 교토 유수거(留守居)역을 맡고 있던 노미 오리에(乃美織江)는 자신의 수기에서 「가쓰라 고고로 의(議)는 이케다야에서 지붕을 타넘어 도망쳐서 쓰시마 저택으로 돌아왔다…」는 기록을 남기고 있다.

## 영향
교토의 고쇼에 불을 지른다는 계획을 미연에 방지하는데 성공한 신센구미의 이름은 천하에 떨치게 되었다. 거꾸로 존왕양이파는 요시다 도시마로(吉田稔麿) ・ 기타조에 마쓰마(北添佶摩) ・ 미야베 데이조(宮部鼎蔵) ・ 오오타카 마타지로(大高又次郎) ・ 이시카와 준지로(石川潤次郎) ・ 스기야마 마쓰스케(杉山松助) ・ 마쓰다 조스케(松田重助) 등의 요인이 전사하는 대타격을 입었다(이들은 훗날 신정부 수립 이후 순난칠사殉難七士라 불리게 된다). 목숨을 잃은 지사들은 산조 오오바시(三条大橋) 동쪽의 산엔지(三縁寺)로 옮겨져 장사지냈다.
조슈 번은 이 사건으로 계기로 더욱 격렬해진 강경파의 주도로 병사를 일으켜 교토로 올라와, 7월 19일(8월 20일)에 금문의 변(禁門の変)을 일으킨다.
이케다야 사건으로 인해 조슈 번의 숨은 인재들을 잃은 것뿐 아니라 메이지 유신(明治維新)이 1년 늦춰졌다고 평가되기도 하며, 거꾸로 존왕양이파를 자극해 결과적으로 유신을 앞당기는 계기가 되었다는 평도 있다. 소설가 시바 료타로(司馬遼太郎)는 이케다야 사건을 두고 「이 사건이 없었다면 삿초토히(薩長土肥)가 주력이 된 메이지 유신은 영원히 일어나지 않았을 지도 모른다」고 해석하고 있다. 그만큼 각 번들은 서로 견제를 하고 있었으며 특히 쵸슈의 폭주를 다른 웅번들이 못마땅히 여기고 있었던 것. 쵸슈가 심대한 타격을 받으면서 비로소 다른 웅번들이 어깨를 나란히 하여 막부에 대항할 뜻을 모을 수 있었다는 평.

## 이설
- 최근의 일본 사학계의 연구에서는 교토 방화 계획이나 마쓰다이라 가타모리 암살, 천황 납치 등의 지사 측의 음모는 신센구미에 의한 날조(내지 과장)이며, 신센구미의 실력 행사 정당화와 존왕양이파의 신용 실추를 노리고 벌인 조작된 사건이라는 설도 있다. 그 근거로 이러한 지사들의 계획이 막부 측 기록에만 나오며 지사 측의 기록에는 전혀 없다는 것으로, 기도 다카요시의 일기에도 "신센구미에 체포, 감금된 동료(후루타카 슌타로)를 구하기 위한 회의"라고만 적혀 있고, 증거라고 해봐야 혹독한 고문 끝에 자백한 후루타카의 발언 뿐이고 그 후루타카도 서둘러 처형되는 바람에 객관적인 증거가 부족하다는 점이 거론된다.
- 곤도 이사미는 고향에 보낸 편지에서 "(사건) 당일은 환자가 많아 일손이 모자랐다"고 했는데, 사건 직전에 신센구미 탈주자들이 많이 나왔기 때문이라는 설이 있다.
- 시바 료타로의 소설 《료마가 간다》나 《신센구미 혈풍록》 등에서는 신센구미 감찰 야마자키 스스무가 약장수로 변장해 사전에 이케다야에 잠입해 탐색을 했고 곤도 등이 이케다야에 돌입하기 전에 문의 잠금을 풀어두었다고 되어 있다. 그러나 야마자키의 첩보가 있었다면 처음부터 야마자키도 주력으로써 이케다야에 보냈을 텐데 야마자키의 이름은 포상 명단에 없는 점을 보아, 실제로는 주둔지 잔류조였다고 추정된다.
- 곤도 이사미의 편지나 나가쿠라 신파치의 수기 《로시분큐 보국기사》(浪士文久報國記事)에 따르면, 이케다야 사건 당일 곤도 부대 10명, 히지카타 부대 12명, 이노우에 겐자부로(井上源三郎) 부대 12명의 3개 조로 나누어 탐색을 실시했고, 응원하러 온 것은 이노우에 부대였다고 나온다.
- 또 곤도의 서한에 따르면, 이케다야에 쳐들어간 것은 곤도, 오키타, 나가쿠라, 도도, 곤도 슈헤이 이렇게 다섯 명이라고 했지만, 나가쿠라 신파치의 수기나 사건 후 포상 명단으로 추정하면 곤도, 오키타, 나가쿠라, 도도, 오쿠자와, 안도, 닛타, 다니 만타로(谷万太郎), 다케다 간류사이(武田観柳斎), 아사노 가오루(浅野薫) 이렇게 열 명이다.
- 가쓰라의 수기에 따르면 이케다야에서의 회의는 후루타카가 체포된 뒤 갑작스럽게 소집된 것이었다고 했는데, 이를 신용한다면 사전에 신센구미가 그들의 위치를 파악하고 있었다고 보기는 어렵다. 나가쿠라 신파치도 '닥치는 대로' 수색했다는 취지로 언급하고 있으며, 또한 이케다야 사건 직전에 기온의 이즈쓰야(井筒屋)에도 신센구미가 탐색하러 왔다는 기록이 있기 때문에, 실제로는 신센구미도 그들의 회의 장소가 어디인지 정확히 파악하지 못한 상태에서 이곳저곳을 탐색하고 있었고 그 와중에 한 조가 이케다야에 다다르면서 이케다야 사건으로 이어진 것으로 추정된다.
- 2021년 5월 일본의 역사 교양 프로그램 《역사탐정》을 통해 교토대학 도서관에 소장되어 있던 존황파 낭사 와다 요시스케(和田義亮, 1808 ~1879)가 쓴 이력서(자서전)를 바탕으로 한 이케다야 사건을 재조명한 내용이 방영되었다. 와다 요시스케는 이케다야 사건이 일어났던 당일 이케다야 1층에 있다가 극적으로 목숨을 구했는데, 그날 자신이 겪었던 내용을 기술한 것이다. 이 문헌에 따르면 당일 후루타카에 대한 걱정으로 조슈파 낭사들이 이케다야에 모여 있었는데, 와다 요시스케도 그 중 한 명으로 다른 낭사들과 마찬가지로 칼을 2층 계단 옆에 있던 보관대에 올려두고 2층으로 올라가려고 했는데 1층에 있던 동료의 호출에 합류해 1층에 모인 동료 자리에 합류했고, 주고 받은 이야기도 어느 조닌에게 돈을 빌렸다느니 하는 일상적인 대화가 주류였고(신센구미에 잡혀 있던 후루타카에 대한 걱정도 나왔지만 잠깐이었다) 그때 신선조가 이케다야에 오자 주인이 놀라서 2층으로 올라갔고, 2층에 낭사들이 모여 있다고 판단한 신선조 역시 2층으로 따라 올라갔으며, 낭사들과 충돌하였다. 뒤늦게 1층에 있던 낭사들이 소란을 알고 칼을 가지러 갔지만 칼은 이미 신선조가 이케다야에 진입하면서 치워버리고 없었고, 낭사들은 칼이 없이 단도(와키자시)로 대응하거나 달아다니기 바빴다. 와다 요시스케는 장소를 바꾸며 도망쳐 다니다 목욕탕에 숨어 다음날 아침까지 숨어 있다가 이케다야를 빠져나가 목숨을 건지게 되었다(신선조는 당시 교토의 어디에 조슈파 낭사들이 더 숨어있는지 정보가 없었기 때문에 빠르게 다른 건물을 수색해야 했고 이케다야에 오래 남아 있을 수 없었다).[2]

## 출동한 신센구미 대원 명단

### 곤도 부대
곤도 이사미, 오키타 소지, 나가쿠라 신파치, 도도 헤이스케, 다케다 간류사이, 다니 만타로, 아사노 가오루(=아사노 도타로), 안도 하야타로, 오쿠자와 에이스케, 닛타 가쿠자에몬

### 히지카타 부대
히지카타 토시조, 이노우에 겐자부로, 하라다 사노스케, 사이토 하지메, 시마다 카이

### 마쓰바라 부대
(마쓰바라 부대에 대해서는 히지카타 부대 소속이었다는 설도 있다.)
마쓰바라 주지, 슈쿠인 료조, 이키 하치로, 나카무라 긴고, 오제키 야시로, 사사키 구라노스케, 가와이 기사부로, 사카이 효고, 기우치 미네타, 마쓰모토 기지로, 다케우치 겐타로, 곤도 슈헤이

### 둔소 수비
야마나미 케이스케, 오제키 마사지로, 야나기타 산지로, 야마자키 스스무, 오가타 슌타로, 야마노 야소하치

## 사상자 및 체포자 명단
이하 이케다야 사건에서의 사상자 및 체포자 명단은 平尾道雄, 『定本 新撰組史録』의 내용을 참조하여 작성되었다.

### 신센구미
- 즉사: 오쿠자와 에이스케
- 중상 후 사망: 안도 하야타로, 닛타 가쿠자에몬
- 경상: 도도 헤이스케, 나가쿠라 신파치

### 아이즈 번
- 즉사: 이소가라시 도라스케
- 부상: 오야나기 슌파치

### 구와나 번
- 사망: 혼마 규다유, 후지사키 이노에몬, 하야카와 아무개

### 지사측
- 즉사: 요시오카 쇼스케, 사토 이치로, 이시카와 준지로, 후지사키 하치로, 기타조에 기쓰마, 미야베 데이조, 오타카 마타지로
- 자살: 요시다 도시마로, 모치쓰키 가메야타
- 부상 후 사망: 스기야마 마쓰스케, 야마다 도라노스케, 도코로야마 아키치로, 마쓰다 주스케
- 체포: 사에키 이즈오, 야마우치 다로자에몬, 오타카 주베, 후루타카 슌타로, 니시카와 고조, 오나카 슈젠, 사와이 다테와키, 세오 고주로, 모리 가즈에

## 논공행상
이 사건에서 활약한 신센구미 대원들에게는 모두 금 10냥씩이 지급되었고, 추가 지급된 금액별로 정리한 명단은 아래와 같다.
- 금 20냥 추가 지급: 곤도 이사미
- 금 13냥 추가 지급: 히지카타 토시조
- 금 10냥 추가 지급: 오키타 소지, 나가쿠라 신파치, 도도 헤이스케, 다니 만타로, 아사노 도타로, 다케타 간류사이
- 금 7냥 추가 지급: 이노우에 겐자부로, 하라다 사노스케, 사이토 하지메, 시노즈카 미네조, 하야시 신타로, 시마다 카이, 가와시마 가쓰지, 가쓰라야마 부하치로, 다니 산주로, 미시나 주지, 아리미치 간고
- 금 5냥 추가 지급: 마쓰바라 주지, 이키 하치로, 나카무라 긴고, 오자키 야사부로, 슈쿠인 료조, 사사키 구라노스케, 가와이 기사부로, 사카이 효고, 기우치 미네타, 마쓰모토 기지로, 다케우치 겐타로, 곤도 슈헤이

그리고 사망한 오쿠자와 에이스케, 안도 하야타로, 닛타 가쿠자에몬 앞으로 각각 금 10냥에 10냥이 추가로 지급되었다.